# Joannice Ier d'Alexandrie
Joannice Ier est pape et patriarche orthodoxe d'Alexandrie et de toute l'Afrique de 1645 à 1657.